# Victim of Rock
Victim of Rock è il primo album degli AB/CD, pubblicato nel 1986 per l'etichetta discografica Do Re Mi Records.
Il disco è stato pubblicato ufficialmente nel 1986 (erroneamente alcune fonti affermano nel 1987) e rilasciato solo in Svezia per 2500 copie. Sarebbe stato pubblicato per la prima volta in CD solo nel 2012 negli Stati Uniti (per la Hard Rock Diamonds), e nel 2021 in Russia, in versione non-ufficiale.

## Tracce
1. Victim of Rock (Nalcolm, Braijan) 3:34
2. The Rockin´Times (Clim, Nalcolm, Braijan) 4:54
3. Time Bomb (Nalcolm) 3:26
4. AB/CD (Nalcolm) 4:11
5. Poison in Your Veins (Nalcolm, Braijan) 3:03
6. Blood Money (Nalcolm, Braijan) 4:00

## Formazione
- Braijan (Micke Hujanen) - voce
- Bengus (Bengt Ljungberger) - chitarra
- Nalcolm (Björn Nalle Påhlsson) - chitarra
- Clim (Jim Gustavsson) - basso
- Rajmon Left (Jan-Erik Perning) - batteria